# Římskokatolická farnost – děkanství Doksy
Římskokatolická farnost – děkanství Doksy (lat. Hirschberga, něm. Hirschberg) je církevní správní jednotka sdružující římské katolíky na území města Doksy a v jeho okolí. Organizačně spadá do českolipského vikariátu, který je jedním z 10 vikariátů litoměřické diecéze. Centrem farnosti je kostel svatého Bartoloměje a Panny Marie Montserratské v Doksech, který je jedním z poutních míst v litoměřické diecézi.

## Historie farnosti
První zmínka o kostele v Doksech je z roku 1363. Dnešní podoba kostela je z let 1670-1680. V roce 1711 byla farnost povýšena biskupem Königsegg-Rottenfelsem na děkanství. Po zrušení konventu montserratských benediktinů na hradě Bezděz byla do doksského kostela přenesena socha Panny Marie Montserratské, do té doby umístěná a uctívaná v bezdězské hradní kapli.
Ve druhé polovině 20. století byly z Doks administrovány excurrendo farnosti Okna, Kruh a Bořejov. Od roku 2014 není z Doks administrována žádná další farnost.

### Duchovní správcové vedoucí farnost
Začátek působnosti jmenovaného v duchovní správě farnosti od:
- 1377 Ioannes, † 1392
- 1392 Wenceslaus z Čisté
- 1422 Wenceslaus
- 1628 Simplicianus Deichardt, OESA
- 1658 Georg. Gärtner
- 1679 Balth. Ziegler
- 1684 Balth. Ignat. Gürtler
- 1724 V. Teicher
- 1738 Car. Voňkovský z Kundratic
- 1740 K. Kupseluna ?
- 1749 Adam. Schöppel
- 1768 Joann. Lutta
- 1791 Adalb. Caspar, † 2. 9. 1813
- 1813 par. vacat, cap. Georg. Greündl
- 1813 Math. Badiauczek, n. 24.2.1756 Nimburgens., o. 2. 6. 1787, † 22. 2. 1821
- 1814 Jos. Schiffner, n. 2. 10. 1758 Hirschberg, o. 17. 3. 1782, † 3. 3. 1821
- 1821 Jos. Rosenmüller, n. 24. 4. 1764 Schoellefens., o. 13. 1. 1791, † 16. 3. 1824
- 1824 Jos. Schmidt, n. 24. 12. 1780 Hradiště, o. 10. 9. 1801, † 14. 8. 1832
- 1832 par. vacat, cap. fund. Anton. Böhm
- 1832 Jos. Keusch, n. 18. 3. 1797 Leipa, o. 24. 8. 1819, † 7. 3. 1866
- 1866 Ign. Zimmehakl, n. 18. 11. 1817 Provodín, o. 7. 8. 1842, † 19. 1. 1899
- 1879 par. vacat, admin. interc. Anton. Kauler
- 1879 Ignat. Arnold. Jelínek, n. 3. 3. 1833 Plzeň, o. 29. 7. 1858, † 27. 8. 1901
- 1901 par. vacat, admin. int. Franc. Steffan
- 1902 Philip. Lehnisch, n. 15. 12. 1852 Prag, o. 14. 7. 1877, † 24. 6. 1917
- 1918 Ant. Purkhart, n. 11. 8. 1880 Nollendorf, o. 27. 2. 1904
- 1935 par. vacat, admin. interc. Venc. Schindler
- 1. 8. 1935 Joann. Kindermann, n. 16. 6. 1900 Fugau, o. 28. 6. 1925
- 11. 8. 1945 admin. Michael Raab
- 2. 7. 1946 Oswald Novák
- 1. 10. 1946 Matyáš Ludvík Urbánek OFM Cap.
- 1. 4. 1948 Josef Honzík
- 1. 7. 1948 Miroslav Brabec
- 1. 3. 1951 Vojtěch Kodera
- 15. 3. 1954 František Procházka
- 1. 6. 1959 Václav Marvan
- 1. 9. 1984 Leopold Jan Dvořáček, O.Melit.
- 1. 10. 2014 Jan Pavel Hájíček, admin., od 1. 1. 2019 děkan, od 1. 5. 2023 na odpočinku[3]
- 1. 5. 2023 Kamil Škoda, admin. exc. z Bělé pod Bezdězem[4]
  - 1. 5. 2023 Luděk Téra, jáhenská služba[5]

Kromě kněží stojících v čele farnosti, působili ve farnosti v průběhu její historie i jiní kněží. Většinou pracovali jako farní vikáři, kaplani, katecheté, výpomocní duchovní aj.

### Kněží pocházející z farnosti
- P. Angelus (Karel Albrecht Oldřich Jan Nepomuk Antonín Hilarius Bonaventura Felicitas Hubertus Maria Lapidata) z Valdštejna - Wartenbergu OSB (* 13. ledna 1931 Doksy; ord. 1956; + 27. prosince 2023 Tutzing) - v roce 1995 vyznamenaný prezidentem Václavem Havlem medailí Za zásluhy a V roce 2003 mu byla v Českých Budějovicích Nadací Adalberta Stiftera udělena Umělecká cena česko-německého porozumění.

## Římskokatolické sakrální stavby na území farnosti
| | Fotografie     | Stavba                                                 | Místo          | Bohoslužby                      | Zeměpisné souřadnice             | Status                    | Číslo kulturní památky           |
| Kostel a kaple | Kostel a kaple | Kostel a kaple                                         | Kostel a kaple | Kostel a kaple                  | Kostel a kaple                   | Kostel a kaple            | Kostel a kaple                   |
| --- | -------------- | ------------------------------------------------------ | -------------- | ------------------------------- | -------------------------------- | ------------------------- | -------------------------------- |
| 1. |                | Kostel svatého Bartoloměje a Panny Marie Montserratské | Doksy          | bližší informace o bohoslužbách | 50°33′49″ s. š., 14°39′24″ v. d. | farní kostel poutní místo | 27861/5-2877 (Pk•MIS•Sez•Obr•WD) |
| 2. |                | Kaple                                                  | Tachov         | neslouží se pravidelně          | 50°32′35″ s. š., 14°38′10″ v. d. | obecní kaple              | —                                |
| Zaniklé sakrální stavby |                |                                                        |                |                                 |                                  |                           |                                  |
| 3. |                | Kaple sv. Kříže na zámku v Doksech                     | Doksy          | nelze sloužit                   | 50°33′54″ s. š., 14°39′10″ v. d. | zrušená zámecká kaple     | —                                |
| Některé drobné sakrální stavby a pamětihodnosti lze dohledat zde v databázi Drobné sakrální památky Zaniklé sakrální stavby lze dohledat zde v databázi Poškozené a zničené kostely, kaple a synagogy v České republice |                |                                                        |                |                                 |                                  |                           |                                  |

Ve farnosti se mohou nacházet i další drobné sakrální stavby, místa římskokatolického kultu a pamětihodnosti, které neobsahuje tato tabulka.